# Francisco González Pastor
Francisco González Pastor (nacido en Málaga en 1961) es un compositor y pianista español. En la actualidad, ejerce como catedrático de Composición y Formas musicales del Real Conservatorio Superior de Música de Granada, y desde 2006 es Académico Numerario y Secretario General de la Real Academia de Bellas Artes de Nuestra Señora de las Angustias de Granada. 

## Carrera
Inició sus estudios musicales en el Conservatorio Superior de Música de Málaga, que culminó en el Conservatorio Superior de Música de Sevilla con los profesores Ramón Coll en piano y Manuel Castillo en composición. Posteriormente recibe consejos de importantes compositores, entre ellos Luigi Nono, e influyen asimismo en su trayectoria György Kurtág y Henri Dutilleux, a cuya postura estética se siente vinculado.
En 1958 ganó el Premio Joaquín Turina del Ayuntamiento de Sevilla, y en 1997 y 2005, fue premiado en el Concurso Internacional de Composición Pianística Manuel Valcárcel de la Fundación Marcelino Botín, por sus obras La fenêtre du feu y Libro para piano, respectivamente. Está dedicado a la docencia desde 1988, impartiendo clase en el Real Conservatorio Superior de Música de Granada, centro del que fue director entre 2002 y 2009.

## Composiciones principales
Entre sus composiciones, destacan especialmente las dedicadas al piano, entre ellas Para tener la certeza de tu ausencia, La fenêtre du feu, Trois sonates espagnoles, Proclamaciones y Libro para piano. También destacan sus obras de música de cámara, como Hacia el otro lado, Eros (para soprano y piano) y Venezia serenissima (para soprano y cuerdas), así como piezas para orquesta sinfónica, como Dos paisajes y Cruz vitral. Es autor asimismo de obras religiosas, como Porta temporis y Absolve Domine.